# Eldridge Street-synagoge
De Eldridge Street-synagoge is een synagoge en nationaal historisch monument in Manhattan, New York. Het werd gebouwd in 1887 en is daarmee een van de eerste synagogen in de Verenigde Staten die door Asjkenazische Joden zijn gebouwd.

## Geschiedenis
De synagoge werd op drie percelen aan de straat gebouwd, waardoor in een latere periode een soeka kon worden gebouwd en de zon in het gebouw kon doordringen. De joodse gemeente K'hal Adath Jeshurun, die zich in de jaren '50 afscheidde van de gemeenschap van de Beth Hamedrash Hagodol, zamelde zes jaar lang geld in voor de bouw van de synagoge. Nadat ze de benodigde fondsen hadden verzameld, wendde de gemeente zich tot de architecten Peter en Francis William Herter, die het gebouw in een vernieuwde Moorse stijl ontwierpen.
In de hoogtijdagen waren maar liefst 800 families lid van de synagoge. Vanaf de opening tot 1920 had het een capaciteit van 1.000 zitplaatsen. Op feestdagen was de politie op straat gestationeerd om de drukte onder controle te houden. Gedurende deze decennia functioneerde de synagoge niet alleen als een huis van aanbidding, maar ook als plek om nieuwe Amerikanen te verwelkomen.
Vijftig jaar lang bloeide de synagoge. Daarna begon het aantal leden af te nemen, daalde het aantal nieuwkomers en beïnvloedde de Great Depression het lot van vele gemeenteleden. Vanaf de jaren '30 werd de synagoge steeds minder gebruikt, vanaf de jaren '50 begon het in verval te raken en ontstond er lekkage. Om die redenen werd besloten de synagoge voor onbepaalde tijd te sluiten.
Doordat er geen middelen waren om de synagogezaal te verwarmen en te onderhouden, verplaatste men de religieuze activiteiten naar de beet midrasj in de kelder. De synagoge zelf bleef gesloten van 1955 tot 1980. Bij het begin van de restauratie, in 1989, werd een skelet gevonden in de kelder van de synagoge. Waarschijnlijk lag het er al circa dertig jaar.
De synagoge werd in 1996 aangewezen als nationaal historisch monument.
Na 20 jaar renovatiewerkzaamheden die in totaal 20 miljoen dollar hebben gekost, werd de renovatie van de synagoge op 2 december 2007 voltooid. Tegelijkertijd werd het als museum toegankelijk gemaakt voor het grote publiek. Naast de avondgebeden en sjabbat-gebeden worden er rondleidingen en educatieve activiteiten georganiseerd.

## Galerij

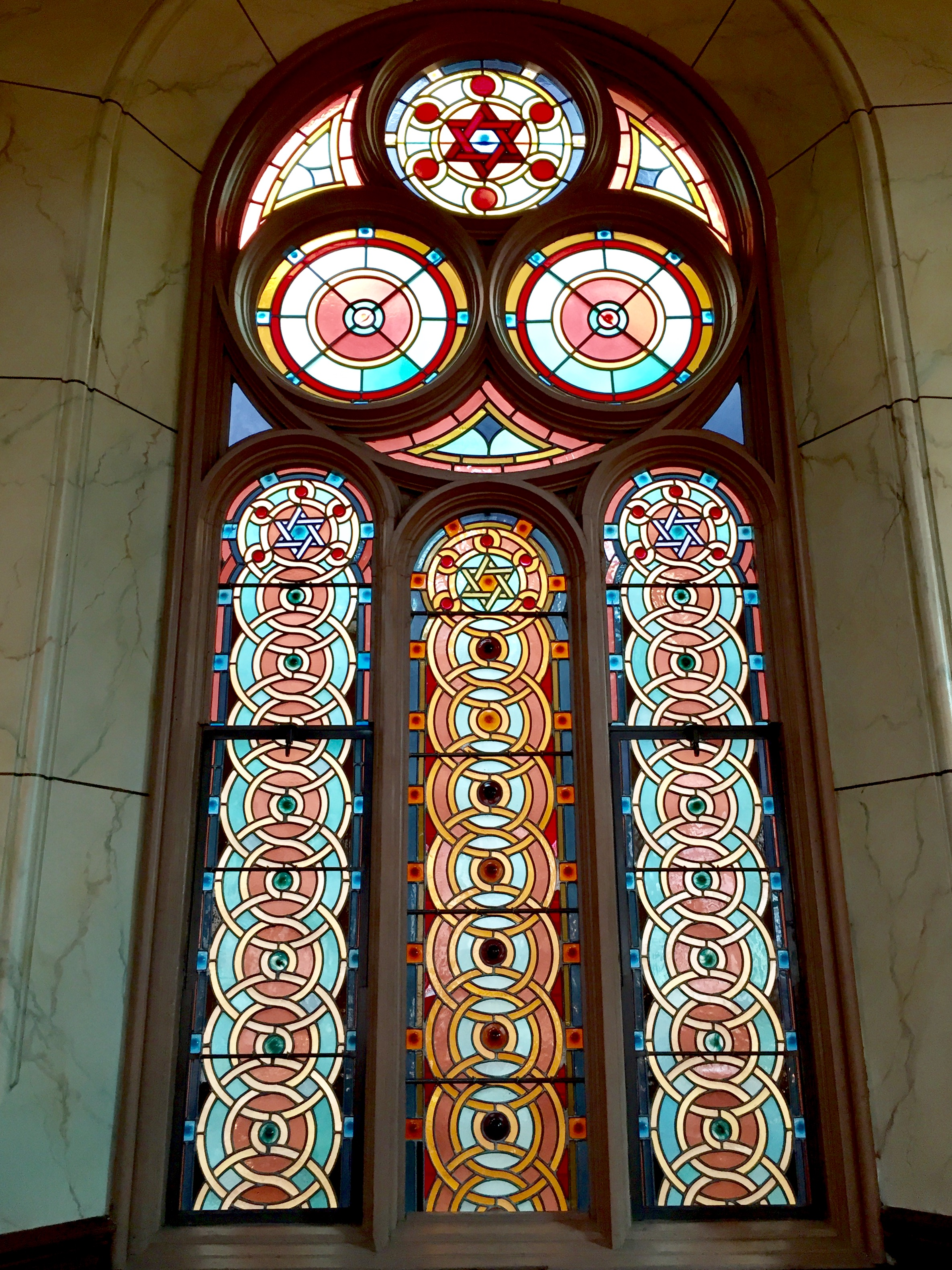
Glas in lood met boog.
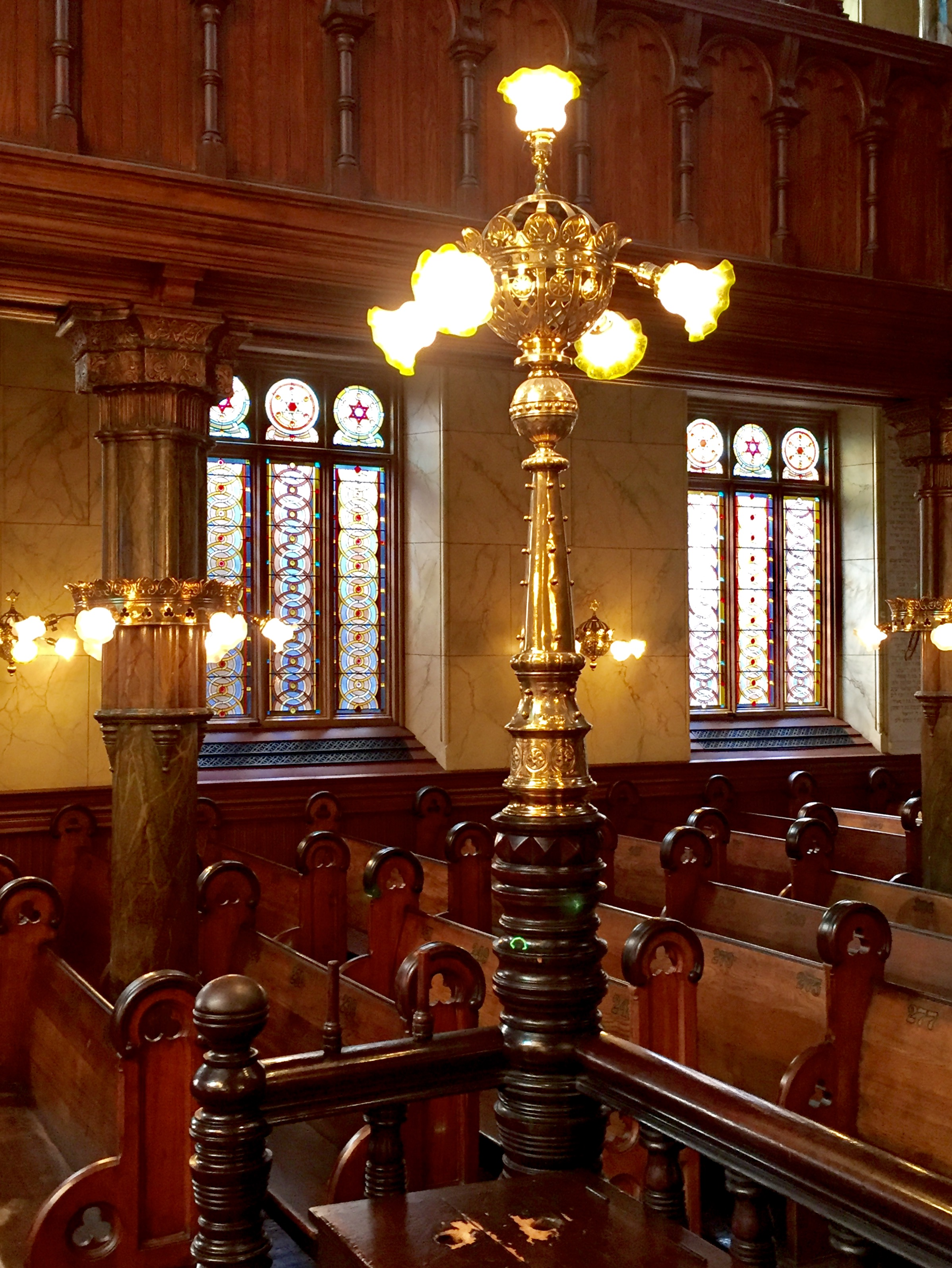
Verlichtingsarmaturen van messing en glas aan de uiteinden van de bank.
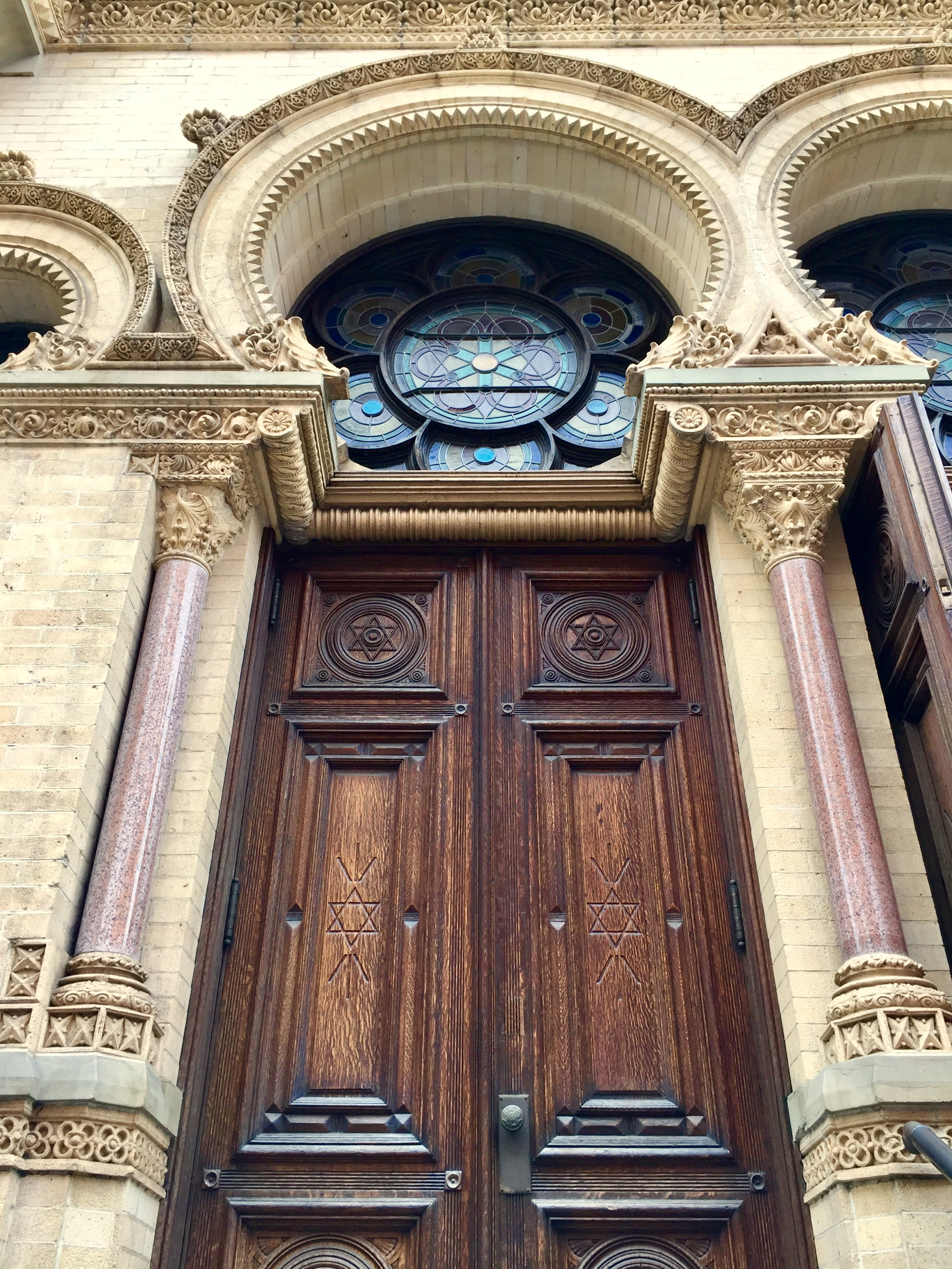
Voordeur met Moorse details.
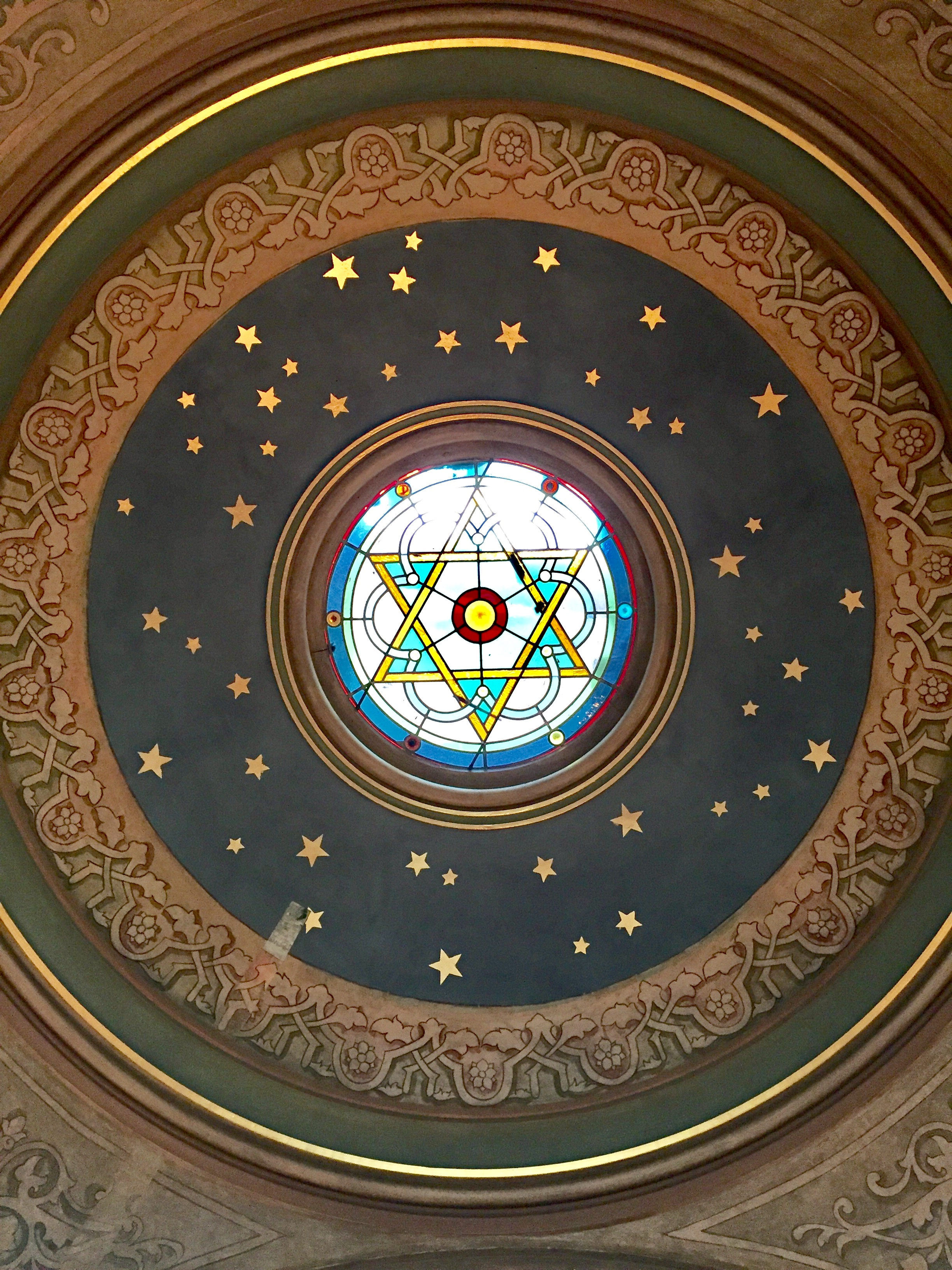
Plafondkoepel.
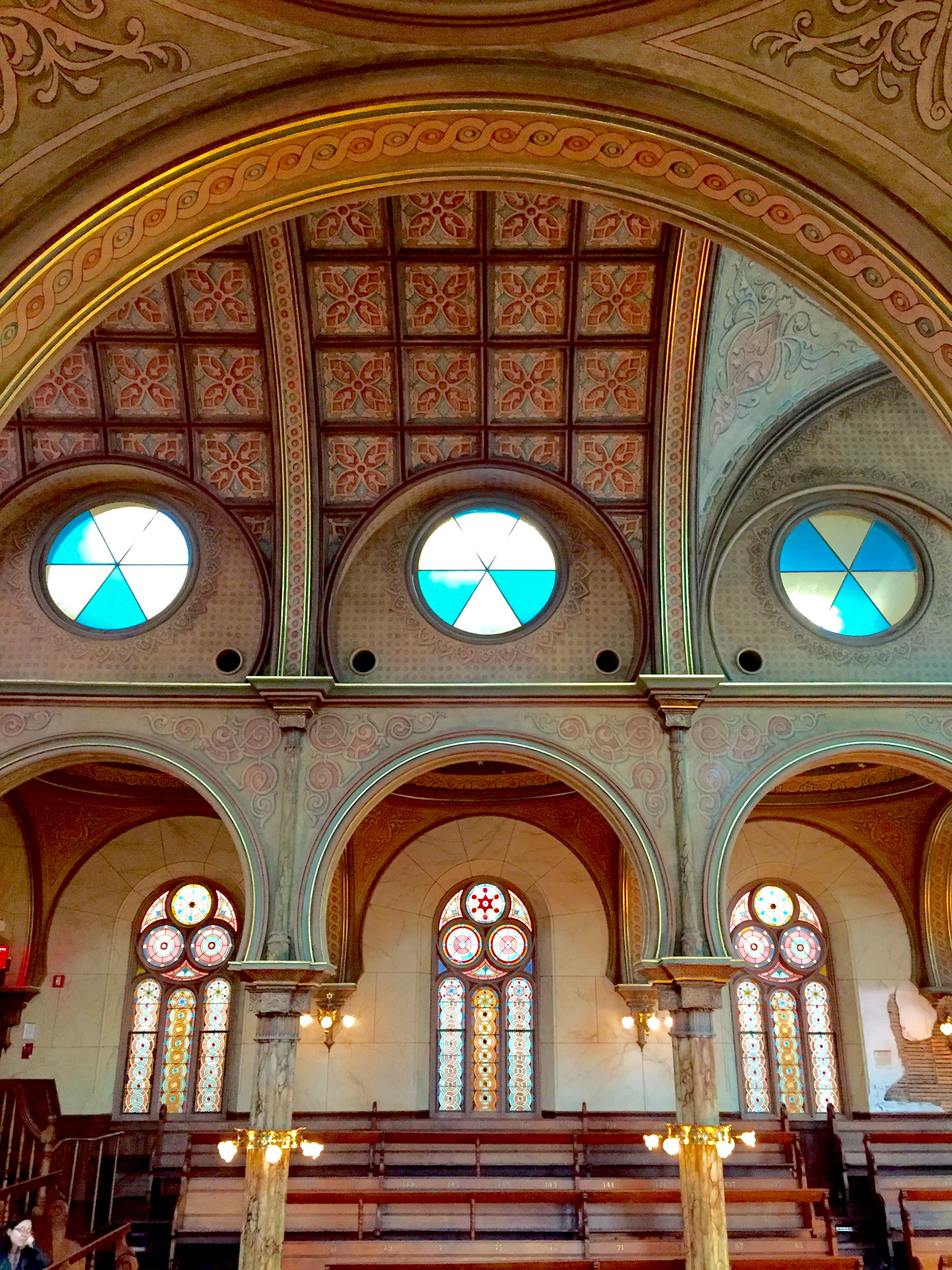
Bogen en glas-in-lood.
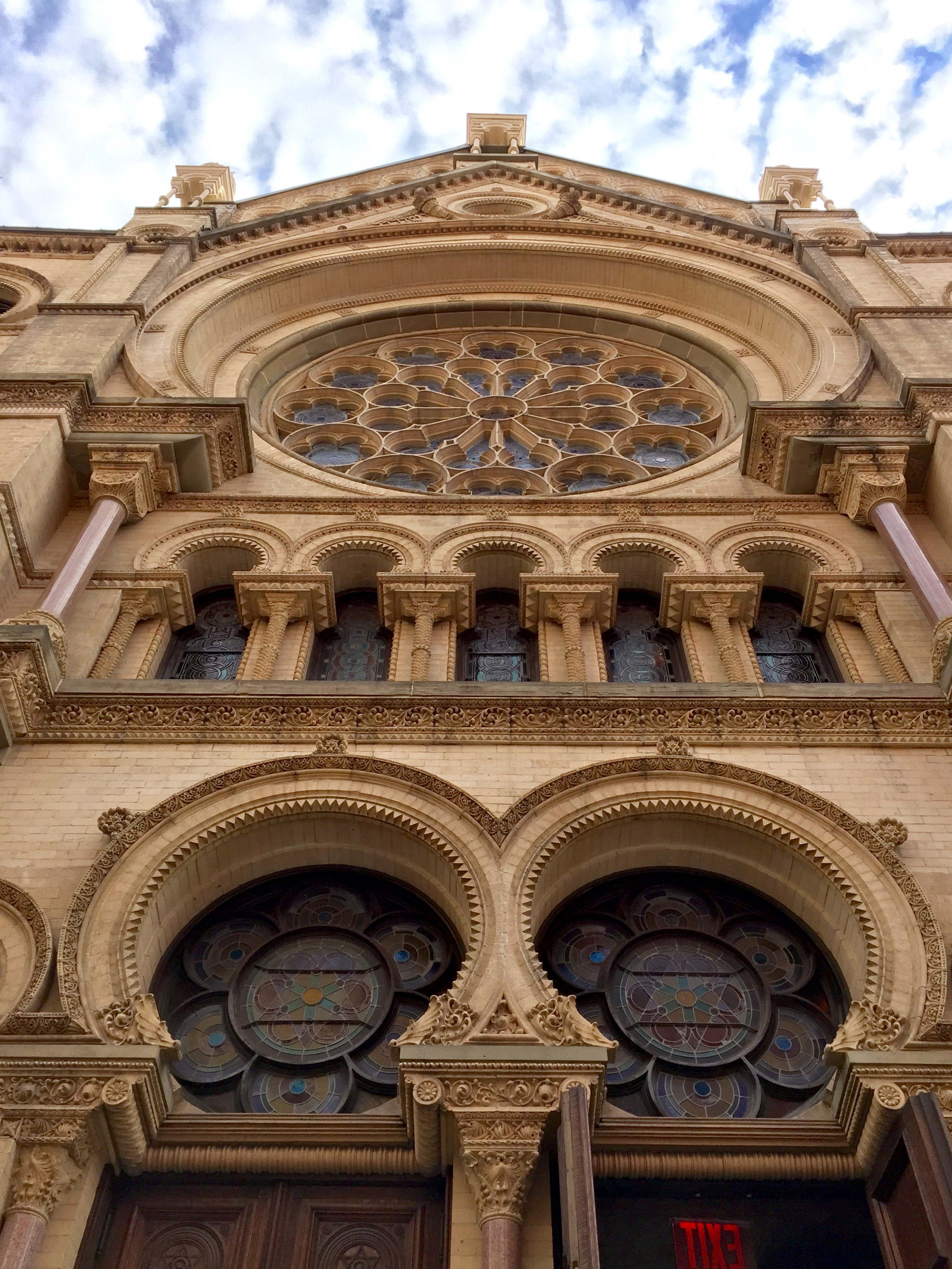
Details van het Moorse exterieur.